# Peugeot Tipo 1
El Serpollet/Peugeot Type 1 es un vehículo triciclo a vapor, producido por el fabricante francés Peugeot entre 1886 y 1890.
Fue el primer automóvil fabricado por Peugeot y uno de los primeros vehículos de motor producido industrialmente; fue diseñado por Léon Serpollet y presentado por primera vez en 1886. Poseía una caldera de gasoil y un motor de dos cilindros con válvulas de asiento y cárter. El triciclo de vapor de 1899 producía unos 5 HP con sus cuatro cilindros. Alcanzaba una velocidad máxima de alrededor de 25 km/h.